# ジェローム・K・ジェローム

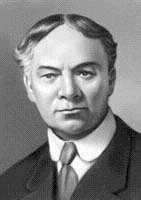
ジェローム

ジェローム・K・ジェローム（Jerome Klapka Jerome, 1859年5月2日 - 1927年6月14日）は、イギリスの作家。ユーモア旅行小説『ボートの三人男』で著名。
ウォルソールのブラッドフォード・ストリート (Bradford Street) の角、カーマ・ロード (Caldmore Road) 一番地（当時はスタッフォードシャーの一部。現在は彼の記念館がある）で生まれ、ロンドンで貧困のうちに育った。
他の著作に、エッセイ集のIdle Thoughts of an Idle FellowとSecond Thoughts of an Idle Fellow、『ボートの三人男』の続編である小説Three Men on the Bummelなどがある。

## 前半生
ジェロームは、ジェローム・クラップ（Jerome Clapp、後にジェローム・クラップ・ジェロームと改名。趣味で建築もやる信徒伝道者であった）とマーガリット・ジョーンズ (Marguerite Jones) の4番目の子供である。きょうだいの内2人は姉で、ポーリナ (Paulina) とブランディナ (Blandina) 。一人は兄で、ミルトン (Milton) といい、幼くして死んだ。ジェロームは父の改名に従い、ジェローム・クラップ・ジェロームと命名された。K(lapka)が現れるのは後々のことである。地方鉱工業への投資失敗のため、一家は貧窮し、借金取りがよくやって来た。この経験をジェロームは自伝My Life and Timesで鮮明に描いている。若いジェロームは政治か文学の道に進むことを望んでいたが、13歳の時に父が、15歳の時に母が死に、学校を辞めて職に就くことを余儀なくされた。ロンドン・アンド・ノースウェスタン鉄道に雇われ、初めは線路沿いに落ちた石炭の回収をした。彼はそこで4年間働いた。

## 俳優業と初期の著述業
1877年、姉ブランディナの演劇熱に触発されて、ジェロームはハロルド・クリッチトン (Harold Crichton) の芸名で役者をやってみることを決めた。彼は、ある移動劇団に加わった。この劇団は格安で演劇を提供することを試みており、時には衣装や小道具の購入資金を俳優自身の貧弱な財源に頼ることすらあったのである。後にジェロームはOn the Stage - and Offの中でこの時代をコミカルに回想している。当時、彼は明白に無一文であった。3年後、地方巡業中、うだつの上がらない日々の中で21歳のジェロームは舞台生活に見切りを付け、別の仕事を探すことを決意した。彼はジャーナリストになろうとして随筆や風刺文や短編小説を書いたが、大半は不採用だった。続く2-3年の間、彼は教師、梱包業者、事務弁護士の秘書であった。最終的に、1885年に彼はOn the Stage - and Offで成功した。このユーモラスな本が刊行された事は、さらなる戯曲や随筆への道を開いたのだった。続く1886年にはユーモア随筆集Idle Thought of an Idle Fellowが刊行。1888年6月に、ジェロームはジョージナ・エリザベス・ヘンリエッタ・スタンリー・マリス (Georgina Elizabeth Henrietta Stanley Marris) 、別名エティー (Ettie) と結婚した。彼女は最初の夫と9日前に離婚したばかりだった。5年の結婚生活による連れ子が一人いて、呼び名はエルシー(Elsie) 、本名は母親と同じジョージナであった。蜜月はテムズ川で過ごされた。この事はジェロームの次の（そして最も重要な）作品、すなわち『ボートの三人男』に重大な影響を与えたのであった。

## 『ボートの三人男』とその後の経歴
ジェロームは新婚旅行から帰ると、すぐに『ボートの三人男』を書き始めた。小説には、彼の妻の代わりに親友のジョージ・ウィングレイヴ（ジョージ）とカール・ヘンチェル（ハリス）が登場する。これによりジェロームは、テムズ地方の歴史と絡み合った、滑稽な（なおかつ感傷的ではない）状況を創作しやすくなった。1889年に出版された『ボートの三人男』は、すぐに大当たりし現在にいたるまで刊行され続けている。その人気たるや、テムズ川の（公式に登録された）ボート数が出版から一年で50%も増加したほどである。テムズ川への観光客の誘致にも大きく寄与した。はじめの20年間のうちに、全世界で百万部以上が販売された。『ボートの三人男』は映画、テレビ、ラジオ、舞台劇、そしてミュージカルにもなった。その文体は、（イングランドに限らず各所で）多くのユーモア作家や風刺作家に影響を与えた。『ボートの三人男』がいまだに命脈を保っている理由は、そのスタイルと、時代・場所の変化に影響されない関係性をうまく選択したことにあると言えるだろう。
本の売り上げがもたらした経済的な安定によって、ジェロームは全ての時間を執筆に費やすことができた。彼はいくつかの戯曲、随筆、小説を書いた。しかしそれらが『ボートの三人男』の成功を再現することは決してなかった。1892年に彼はロバート・バーによって（キップリングを押さえて）雑誌Idlerの編集者に選ばれた。この雑誌は挿絵付きの風刺的な月刊誌であり、雑誌の謳い文句によれば、「怠惰の価値を理解する」紳士たちを読者としていた。1893年には、ジェロームはTo-Dayを創立した。しかし、彼は経済的な困難と名誉毀損の訴訟によりどちらの出版からも撤退しなくてはならなかった。
1898年、ドイツへの短い滞在が、Three Men on the Bummel（『ボートの三人男』の続編）の構想を生んだ。同じ登場人物たちを外国での自転車旅行に再導入してはみたものの、この本は前作のような生命力と歴史への深い洞察を発揮することができなかった。またこの作品は穏やかな成功を見たに過ぎなかった。1902年に、彼は小説Paul Kelverを刊行する。これは一般に自伝的作品だと見なされている。1908年の戯曲Passing of the Third Floor Backは大衆に受け入れられたとは言い難く、このことはジェロームをさらに陰気にした。

## 第一次世界大戦と晩年
ジェロームは戦争が勃発すると国に奉仕しようとしたが、56歳であったので、イギリス陸軍に拒否された。それでも何かがしたかった彼は、フランス陸軍の救急車運転手に志願した。戦争体験は、義娘のエルシーの死（1921年）と同様に彼の精神を滅入らせたと言われる。
1926年、ジェロームは自伝My Life and Timesを出版している。その直後に、ウォルソル区は彼に「区の自由人」の称号を授けた。1927年6月、デヴォン発チェルテナム・ノーザンプトン経由ロンドン行きの自動車旅行中、ジェロームは麻痺的な発作と脳出血に襲われた。彼は死亡するまでの2週間、ノーザンプトン総合病院で寝たきりの状態であった。彼はゴールダーズ・グリーン (Golders Green) で火葬され、灰はオックスフォードシャー州ユウェルム (Ewelme) の聖メアリ教会に埋められた。エルシー、エティー、そして姉のブランディナも同じ所に埋葬されている。現在ではウォルソルの彼の生家に記念館があり、彼の生涯と業績に捧げられている。